# Berg (Pfalz)
Berg (Pfalz) – miejscowość i gmina w Niemczech, w kraju związkowym Nadrenia-Palatynat, w powiecie Germersheim, wchodzi w skład gminy związkowej Hagenbach.

## Współpraca
Miejscowość partnerska:
- Vordernberg, Austria